# Romanitas
Romanitas è una raccolta di concetti e pratiche culturali e politiche con cui si definivano i romani. È una parola latina, coniata per la prima volta nel III secolo, che significa "romanità" ed è stata usata dagli storici moderni come abbreviazione per riferirsi all'identità romana.

## Significato letterale e origine
Romanitas significa, con approssimazione, "romanità" in latino, sebbene sia stato anche tradotto come "romanesimo, o modo romano". Il termine, non comune nelle fonti romane, fu coniato per la prima volta dallo scrittore romano del III secolo, Tertulliano, un paleocristiano del Nordafrica, nella sua opera de Pallio (IV, 1). Tertulliano usò il termine in senso peggiorativo, per riferirsi a coloro che nella sua nativa Cartagine scimmiottavano la cultura romana.

## Concetti alla base del significato letterale
Romanitas è usato per riferirsi alla raccolta di concetti e pratiche culturali e politiche che definiscono cosa significa essere un romano. A differenza dei greci, i romani non vedevano la loro identità comune basata unicamente sulla lingua e sull'etnia ereditata. La loro identità si basava anche sull'appartenenza a una comunità politica e religiosa con valori, costumi, moralità (mos maiorum) e stile di vita comuni. Ciò ha indotto gli storici a cercare di definire romanitas utilizzando una serie di approcci: un modo è considerare gli ideali generali che i romani si attribuivano; un altro approccio, che ha ottenuto consenso tra gli studiosi, è quello di considerare la costruzione dell'identità romana durante il processo di colonizzazione. Tuttavia, non tutti gli studiosi accettano che la nozione di identità, ereditata dalle scienze sociali, sia adeguata per capire cosa deve essere romano.
Non era una parola usata spesso nell'antichità, ma è usata dagli scrittori moderni per esprimere gli ideali che hanno ispirato lo Stato romano. Significava moltissime cose, ma in breve significava quello che doveva essere romano (cioè "romanità"). L'ideale romano era il cittadino/soldato/contadino. Il contadino era un uomo laborioso, frugale, pratico, che lavorava la terra con le proprie mani. Il soldato era un uomo coraggioso e forte che obbediva agli ordini e rischiava la propria vita in nome di Roma. Prima della formazione, sotto Gaio Mario, dell'esercito romano permanente, Roma aveva una forza di difesa di tipo milizia che poteva essere richiamata in tempo di guerra e poi sciolta in tempo di pace. L'ideale dell'"homo militaris", che incarnava le funzioni di cittadino, soldato e contadino, era Lucio Quinzio Cincinnato. Secondo la leggenda romana, Cincinnato stava curando la sua terra quando arrivò un messaggero, dicendogli che Roma era sotto attacco e che era stato eletto dittatore. All'inizio era riluttante ad andare, ma il Senato lo implorò. Sconfisse la tribù nemica nel giro di poche settimane e, nonostante rimanesse dittatore, con potere assoluto per sei mesi, tornò subito alla sua terra.
Il raggiungimento e il possesso della virtù della gravitas era molto apprezzato dai romani della prima repubblica e dagli intellettuali romani. In effetti, la gravitas era la caratteristica più chiarificatrice della prima società romana repubblicana.
Il carattere virtuoso dei romani, la loro onestà e affidabilità, si manifestava nel modo in cui gestivano le loro finanze. Polibio osservava: "Gli statisti greci, anche se affidatari di un solo talento, sebbene protetto da dieci impiegati di controllo, altrettanti sigilli e il doppio dei testimoni, non possono tuttavia essere indotti a mantenere la fedeltà, mentre tra i romani, nelle loro magistrature e ambasciate, gli uomini hanno la gestione di una grande quantità di denaro, e tuttavia per puro rispetto per il loro giuramento mantengono intatta la loro fedeltà".
Le loro caratteristiche culturali portarono al loro sviluppo dell'"autogoverno" adottando una repubblica classica e quindi questa classe formò la spina dorsale della Repubblica romana.